# Делоренцо, Дана
Да́на Роуз Делоре́нцо (англ. Dana Rose DeLorenzo; род. 1 января 1983, Янгстаун, Огайо, США) — американская киноактриса и продюсер. Международную известность получила, снявшись в американском хоррор-сериале «Эш против зловещих мертвецов» (2015—2018) в роли Келли Максвелл.

## Жизнь и творчество
Дана, ещё будучи ребёнком, начала выступать на радио с рекламой одежды, которая продавалась в магазине готового платья, принадлежавшего её отцу. Впервые участвовала как актриса в оплачиваемых киносъёмках в возрасте 11 лет, выступая в кабаре-шоу. В 2005 году окончила университет Де-Поля в Чикаго по специальности «продюсер в СМИ». Затем около двух лет работает на радио, как режиссёр и пародист транслируемой на всю страну радиошоу Mancow’s Morning Madhouse. Регулярно выступает в ночном шоу Крейга Фергюссона на CBS.

## Избранная фильмография
- 2008 — Дождь. История любви (Rain: A Love Story)
- 2008 — Музыкальная шкатулка (Music Box)
- 2009 — Октябрьский сюрприз (October Surprise)
- 2011 — Две девицы на мели / 2 Broke Girls — девушка №2
- 2012 — Орлиное сердце" (Eaglesheart)
- 2012 — Трудоголики (Workaholics)
- 2012 — Убойное Рождество Гарольда и Кумара
- 2012 — Самое последнее шоу с Крейгом Фергюссоном (The Late Late Show with Craig Ferguson) (телешоу, 41 серия)
- 2014 — Californication (телесериал)
- 2015 — Barely Famous (телесериал, 2 серии)
- 2015 — Impress Me (телесериал, 12 серий)
- 2015—2018 Эш против зловещих мертвецов (телесериал, 30 серий)
- 2017 — Черепашки-ниндзя (мультсериал)
- 2017 — Три женщины (Three Women)
- 2018 — Уилл и Грейс (телесериал, в 1 серии)
- 2018 — Рел (телесериал)
- 2019 — Предприятие «Божий дар» (Perpetual Grace, LTD) (телесериал, 6 серий)
- 2020 — Девичник (Friendsgiving)

## Видео-игры
- 2021 — Evil Dead: The Game